# Bevercotes
Bevercotes is een civil parish in het bestuurlijke gebied Bassetlaw, in het Engelse graafschap Nottinghamshire met 28 inwoners.